# King Gnu
King Gnu — японский музыкальный коллектив, основанный в 2013 году. Его лидером является Дайки Цунэта, который также выступает в составе творческого коллектива Millenium Parade.

## История
Группа была основана в 2013 году под названием Mrs.Vinci, затем она была переименована в Srv.Vinci. В 2017 году участники дали группе новое название — King Gnu. В этом же году и в следующем они выступали на рок-фестивале Fuji Rock Festival.
В январе 2019 года группа выпустила первый студийный альбом на лейбле Ariola Japan — Sympa. Через месяц вышел сингл «Hakujitsu» (яп. 白日), который занял 4-е место в годовом итоговом чарте Billboard Japan Hot 100. В октябре King Gnu выпустила сингл «Kasa» (яп. 傘), занявший 1-е место в чарте Billboard Japan Download Chart. Альбом Ceremony, изданный в январе 2020 года, возглавил чарты Oricon и Japan Hot 100, а также стал одним из самых продаваемых альбомов за этот год с 1 млн проданных копий.
Для аниме-сериала Ranking of Kings, премьера которого состоялась 15 октября 2021 года, King Gnu исполнили начальную тему «Boy», выпущенную в качестве сингла в день выхода аниме. В декабре студия MAPPA выпустила несколько трейлеров к аниме-фильму Jujutsu Kaisen 0, для которой King Gnu записали две новые песни. Открывающей и закрывающей композициями стали «Ichizu» (яп. 逆夢途) и «Sakayume» (яп. 逆夢), которые вышли вместе как «Ichizu» / «Sakayume» 29 декабря 2021 года. 16 марта 2022 года группа выпустила песню «Chameleon», которая послужила музыкальной темой дорамы Don’t Call It Mystery.
1 сентября 2023 года King Gnu выпустили песню «SPECIALZ», ставшую вступительной темой для второго сезона аниме Jujutsu Kaisen.

## Участники
- Дайки Цунэта — вокал, гитара
- Сатору Игути — вокал, клавишные
- Кадзуки Араи — бас-гитара
- Ю Сэки — ударные

Бывшие участники
- Сюн Исивака — ударные, бас-синтезатор
- Юта Накано — рэп

## Дискография

### Студийные альбомы
| Дата             | Название             | Высшая позиция в чартах | Высшая позиция в чартах | Продажи   | Сертификация (RIAJ)                       |
| Дата             | Название             | Oricon                  | Billboard Japan Hot 100 | Продажи   | Сертификация (RIAJ)                       |
| ---------------- | -------------------- | ----------------------- | ----------------------- | --------- | ----------------------------------------- |
| 16 сентября 2015 | Mad Me More Softly   | —                       | —                       |           |                                           |
| 25 октября 2017  | Tokyo Rendez-Vous    | 46                      | —                       | 1184      |                                           |
| 16 января 2019   | Sympa                | 4                       | 3                       | 23 211    |                                           |
| 15 января 2020   | Ceremony             | 1                       | 1                       | 1 000 000 | 2× платиновый золотой (цифровые загрузки) |
| 29 ноября 2023   | The Greatest Unknown |                         |                         |           |                                           |

### Мини-альбомы
| Дата             | Название                                 | Высшая позиция в чартах | Высшая позиция в чартах |
| Дата             | Название                                 | Oricon                  | Billboard Japan Hot 100 |
| ---------------- | ---------------------------------------- | ----------------------- | ----------------------- |
| 14 сентября 2016 | Tokyo Chaotic (トーキョー・カオティック) | —                       | —                       |

### Синглы
| Год  | Название                      | Высшая позиция в чартах | Высшая позиция в чартах | Продажи | Сертификация (RIAJ)                                     | Альбом   |
| Год  | Название                      | Oricon                  | Billboard Japan Hot 100 | Продажи | Сертификация (RIAJ)                                     | Альбом   |
| ---- | ----------------------------- | ----------------------- | ----------------------- | ------- | ------------------------------------------------------- | -------- |
| 2018 | «Flash!!!»                    | —                       | 97                      |         |                                                         | Sympa    |
| 2018 | «Prayer X»                    | 31                      | 40                      |         | золотой (цифровые загрузки) серебряный (стриминг)       | Sympa    |
| 2019 | «Hakujitsu» (白日)            | —                       | 2                       | 411 084 | 3× платиновый (цифровые загрузки) платиновый (стриминг) | Ceremony |
| 2019 | «Hikotei» (飛行艇)            | —                       | 10                      |         | золотой (цифровые загрузки) платиновый (стриминг)       | Ceremony |
| 2019 | «Kasa» (傘)                   | —                       | 9                       |         | золотой (цифровые загрузки) золотой (стриминг)          | Ceremony |
| 2020 | «Sanmon Shousetsu» (三文小説) | 2                       | 4                       |         | золотой                                                 | —        |
| 2020 | «Senryou Yakusha» (千両役者)  | 2                       | 12                      |         | золотой                                                 | —        |

### Промо-синглы
| Год  | Название            | Высшая позиция в чарте Billboard Japan Hot 100 | Сертификация (RIAJ)                            | Альбом            |
| ---- | ------------------- | ---------------------------------------------- | ---------------------------------------------- | ----------------- |
| 2017 | «Tokyo Rendez-Vous» | —                                              |                                                | Tokyo Rendez-Vous |
| 2017 | «McDonald Romance»  | —                                              |                                                | Tokyo Rendez-Vous |
| 2017 | «Vinyl»             | 90                                             | серебряный (стриминг)                          | Tokyo Rendez-Vous |
| 2018 | «Slumberland»       | 53                                             |                                                | Sympa             |
| 2019 | «Teenager Forever»  | 5                                              | золотой (цифровые загрузки) золотой (стриминг) | Ceremony          |

## Награды
| Год  | Церемония                         | Награда                                | Номинируемая работа | Итог   |
| ---- | --------------------------------- | -------------------------------------- | ------------------- | ------ |
| 2019 | 2019 MTV Video Music Awards Japan | Лучшее видео года                      | «Hakujitsu»         | Победа |
| 2019 | 2019 MTV Video Music Awards Japan | Лучшее видео дебютанта                 | «Hakujitsu»         | Победа |
| 2019 | 61-я Japan Record Awards          | Лучший альбом                          | Sympa               | Победа |
| 2019 | 2019 MTV Europe Music Awards      | Лучший японский артист                 |                     | Победа |
| 2019 | 2019 Mnet Asian Music Awards      | Лучший новый азиатский артист (Япония) |                     | Победа |
| 2022 | 2022 MTV Video Music Awards Japan | Лучшая работа художника-постановщика   | «Sakayume»          | Победа |